# Gooderstone
Gooderstone – wieś w Anglii, w hrabstwie Norfolk, w dystrykcie Breckland. Leży 48 km na zachód od Norwich i 130 km na północny wschód od Londynu.
W 2001 miejscowość liczyła 360 mieszkańców.